# Спаси и сохрани (фильм, 1989)
«Спаси и сохрани» — советско-германский художественный фильм Александра Сокурова, вышедший на киностудии «Ленфильм» в 1989 году. Фильм является вольной экранизацией романа Гюстава Флобера «Мадам Бовари».

## Сюжет
Время и место действия (так же, как и имена главных героев) не конкретизированы. Героиня, которую играет немолодая гречанка, не удовлетворена личной жизнью. В поисках счастья она меняет любовников, влезает в огромные долги, но счастья так и не находит, что приводит её к самоубийству. Фильм заканчивается библейской по масштабу сценой похорон героини.

## В ролях
- Сесиль Зервудаки
- Роберт Вааб
- Александр Чередник
- Вячеслав Роговой
- Владимир Свергун
- Виктор Палех
- Дарья Шпаликова
- Валентин Маслов

## Съёмочная группа
- Автор сценария: Юрий Арабов
- Режиссёр-постановщик: Александр Сокуров
- Оператор-постановщик: Сергей Юриздицкий
- Художник-постановщик: Елена Амшинская
- Композитор Юрий Ханон (в титрах отмечен ещё как «Ханин»)
- Звукооператор: Владимир Персов
- Художник по костюмам: Л. Крюкова
- Художник-гримёр: Л. Максимович
- Монтажёр: Л. Семёнова

## Награды
- 1989 Приз ФИПРЕССИ на кинофестивале Montréal World Film Festival[1]
- 1993 Гран-при МКФ в Дюнкерке[2]